# Kanton Nay-Est
Der Kanton Nay-Est war von 1790 bis 2015 ein französischer Wahlkreis im Arrondissement Pau im Département Pyrénées-Atlantiques und in der Region Aquitanien; sein Hauptort war Nay.

## Gemeinden
Der Kanton bestand aus vierzehn Gemeinden und einem Teil der Stadt Nay. Die folgenden Einwohnerzahlen sind jeweils die Gesamtzahlen der Gemeinden:
| Gemeinde           | Einwohner Jahr | Fläche km² | Bevölkerungsdichte | Code INSEE | Postleitzahl |
| ------------------ | -------------- | ---------- | ------------------ | ---------- | ------------ |
| Angaïs             | 860 (2013)     | 5,94       | 145 Einw./km²      | 64023      | 64510        |
| Baudreix           | 547 (2013)     | 2          | 273 Einw./km²      | 64101      | 64800        |
| Bénéjacq           | 1.883 (2013)   | 17,04      | 111 Einw./km²      | 64109      | 64800        |
| Beuste             | 528 (2013)     | 5,84       | 90 Einw./km²       | 64119      | 64800        |
| Boeil-Bezing       | 1.246 (2013)   | 8,5        | 147 Einw./km²      | 64133      | 64510        |
| Bordères           | 635 (2013)     | 4,58       | 139 Einw./km²      | 64137      | 64800        |
| Bordes             | 2.707 (2013)   | 7,27       | 372 Einw./km²      | 64138      | 64510        |
| Coarraze           | 2.143 (2013)   | 14,84      | 144 Einw./km²      | 64191      | 64800        |
| Igon               | 933 (2013)     | 5,33       | 175 Einw./km²      | 64270      | 64800        |
| Lagos              | 474 (2013)     | 4,46       | 106 Einw./km²      | 64302      | 64800        |
| Lestelle-Bétharram | 857 (2013)     | 8,63       | 99 Einw./km²       | 64339      | 64800        |
| Mirepeix           | 1.262 (2013)   | 3,29       | 384 Einw./km²      | 64386      | 64800        |
| Montaut            | 1.158 (2013)   | 15,41      | 75 Einw./km²       | 64400      | 64800        |
| Nay                | 3.308 (2013)   | –          | – Einw./km²        | 64417      | 64800        |
| Saint-Vincent      | 377 (2013)     | 16,61      | 23 Einw./km²       | 64498      | 64800        |

## Bevölkerungsentwicklung
| 1962   | 1968   | 1975   | 1982   | 1990   | 1999   | 2006   | 2011   |
| ------ | ------ | ------ | ------ | ------ | ------ | ------ | ------ |
| 10.632 | 11.331 | 11.664 | 12.582 | 12.918 | 13.374 | 15.726 | 16.649 |